# 天主教倫拜克教區
天主教倫拜克教區（拉丁語：Dioecesis Toritensis）是羅馬天主教會以南蘇丹共和國倫拜克為中心的一個教區，屬朱巴總教區。
教區位於該國中南部的湖泊省。2005年有89,000名教友，七十三個堂區、三十三名司鐸。原教區主教切薩雷·馬佐拉里在南蘇丹2011年獨立後一星期的7月16日在彌撒中猝逝。
1955年7月3日設立代牧區。1974年12月12日升格為教區。